# Cayaponia
Cayaponia är ett släkte av gurkväxter. Cayaponia ingår i familjen gurkväxter.

## Bildgalleri

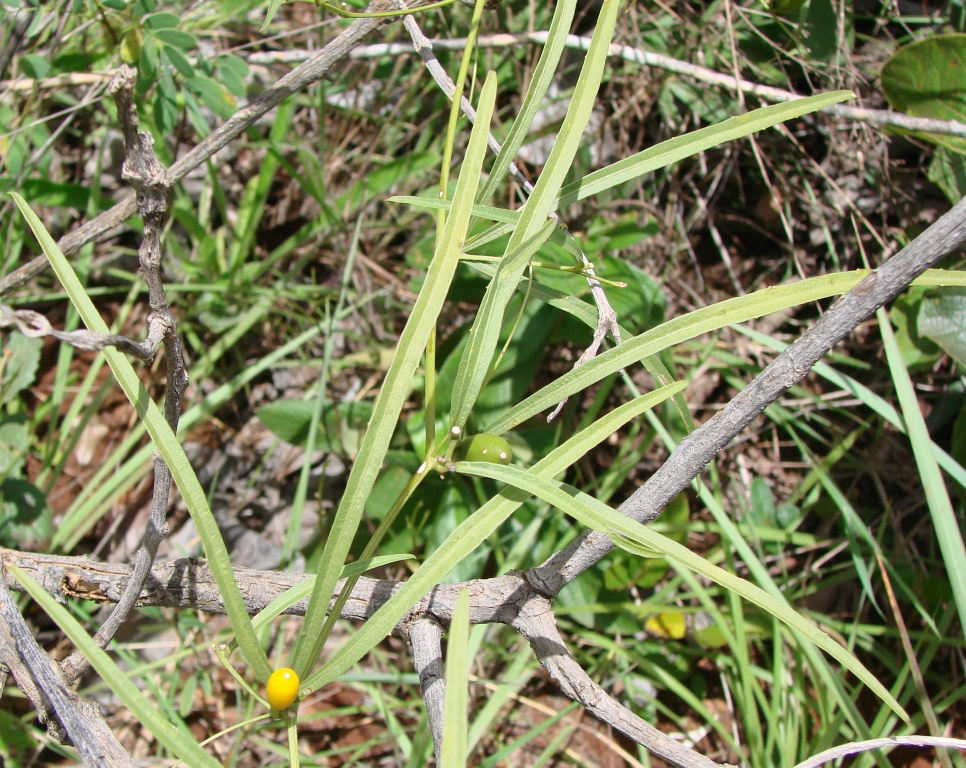
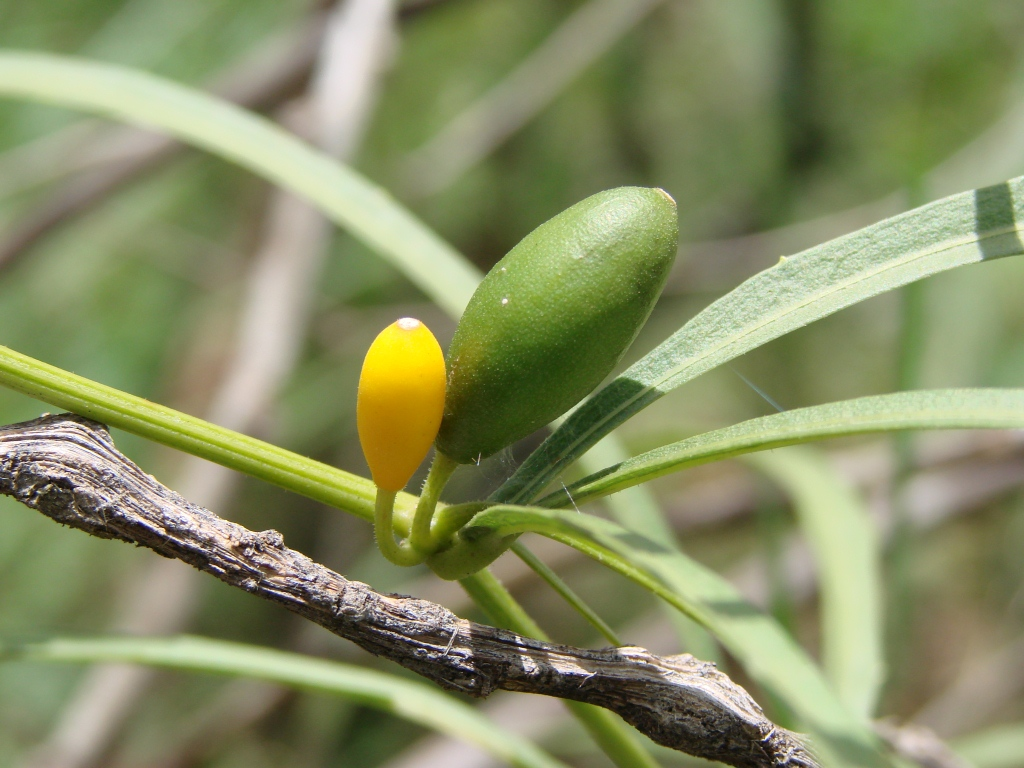
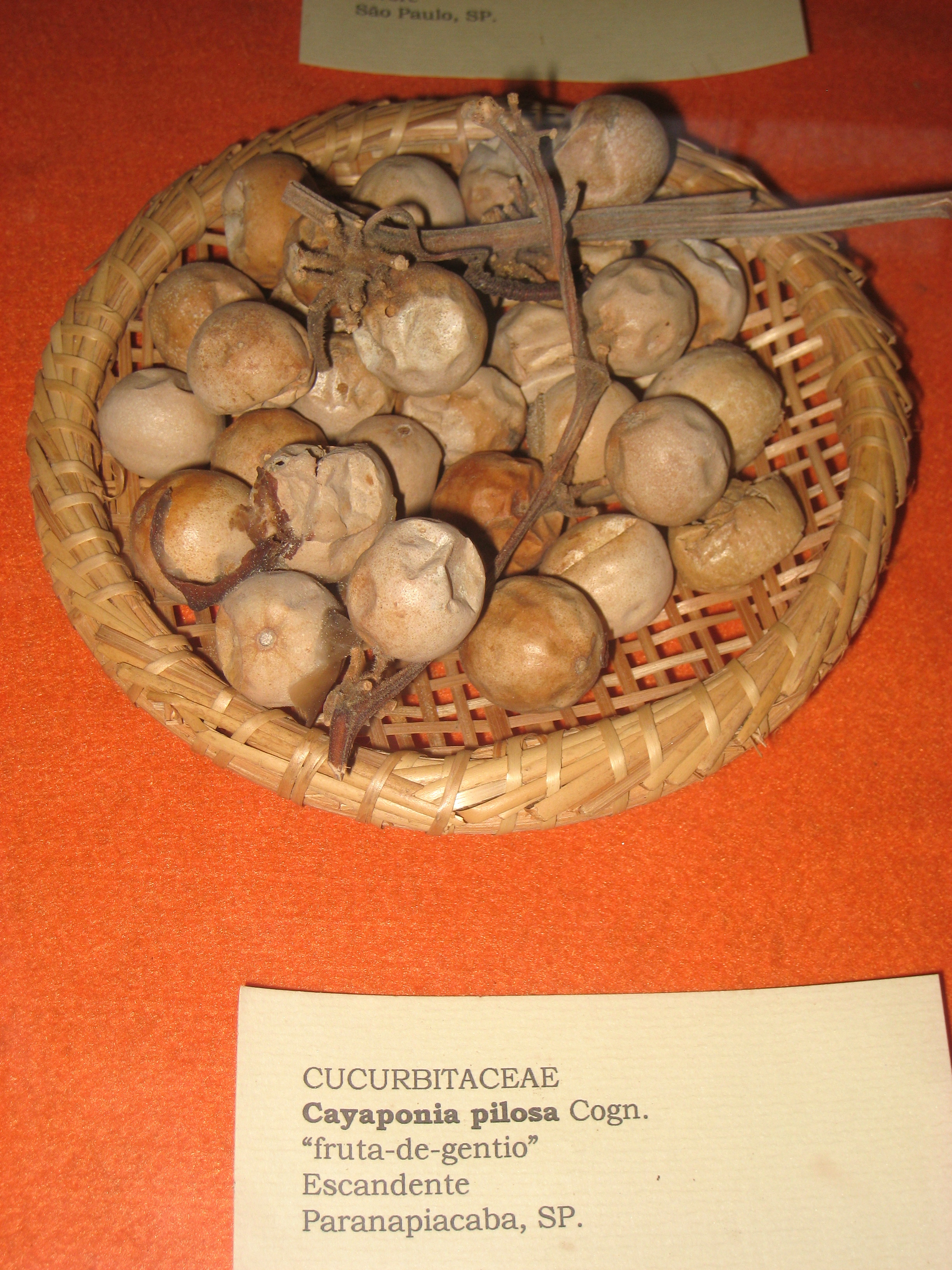
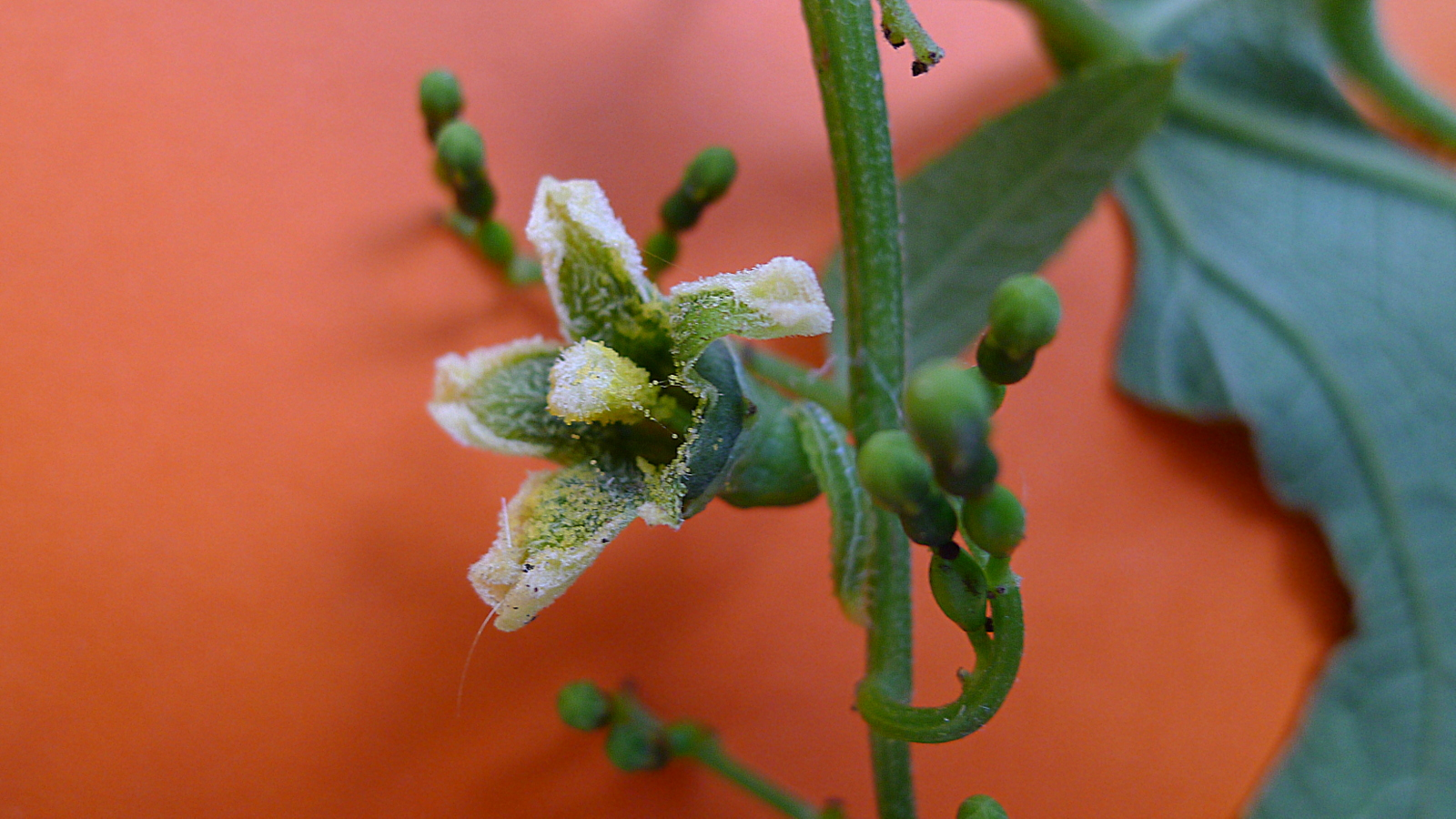
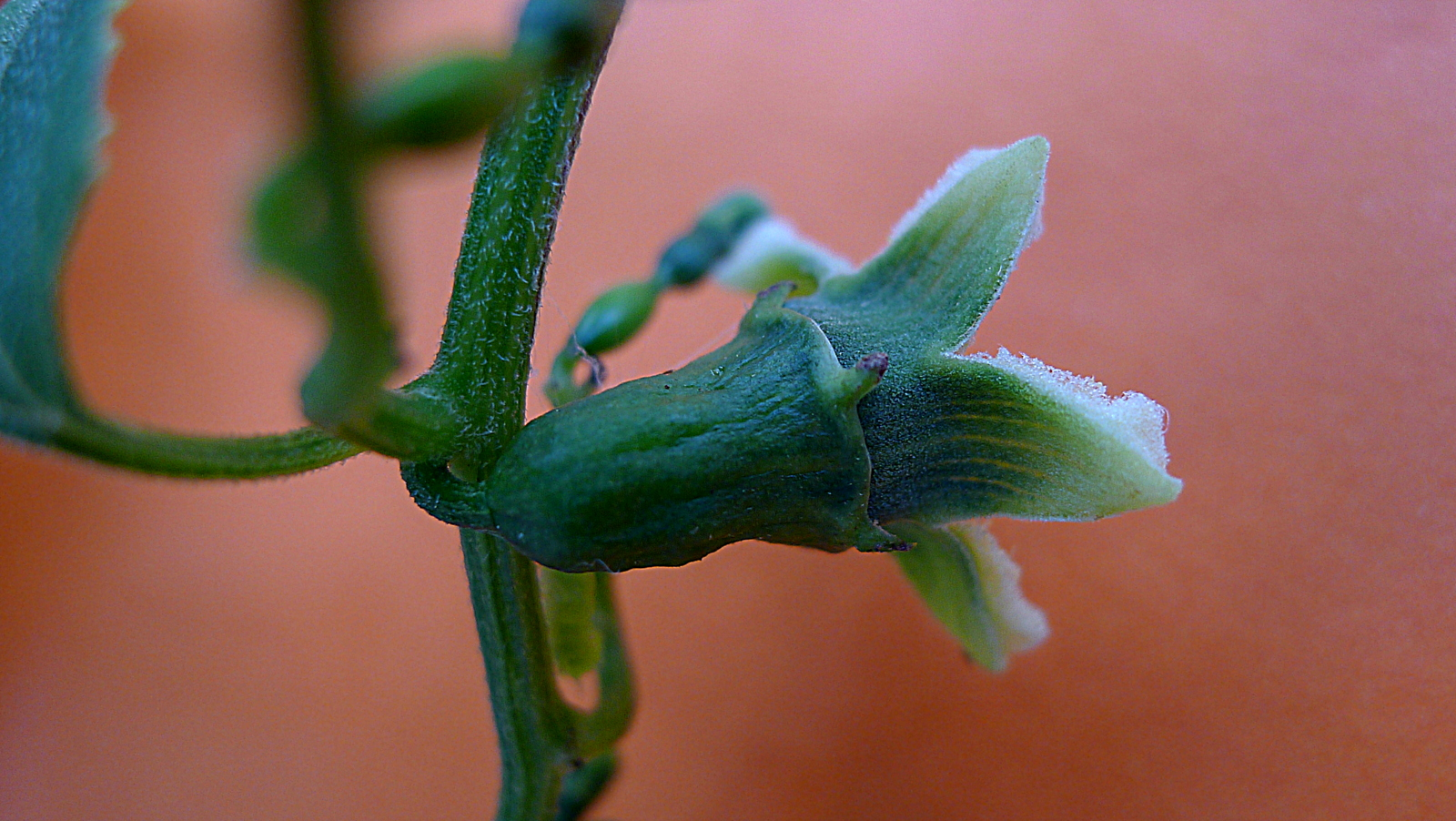
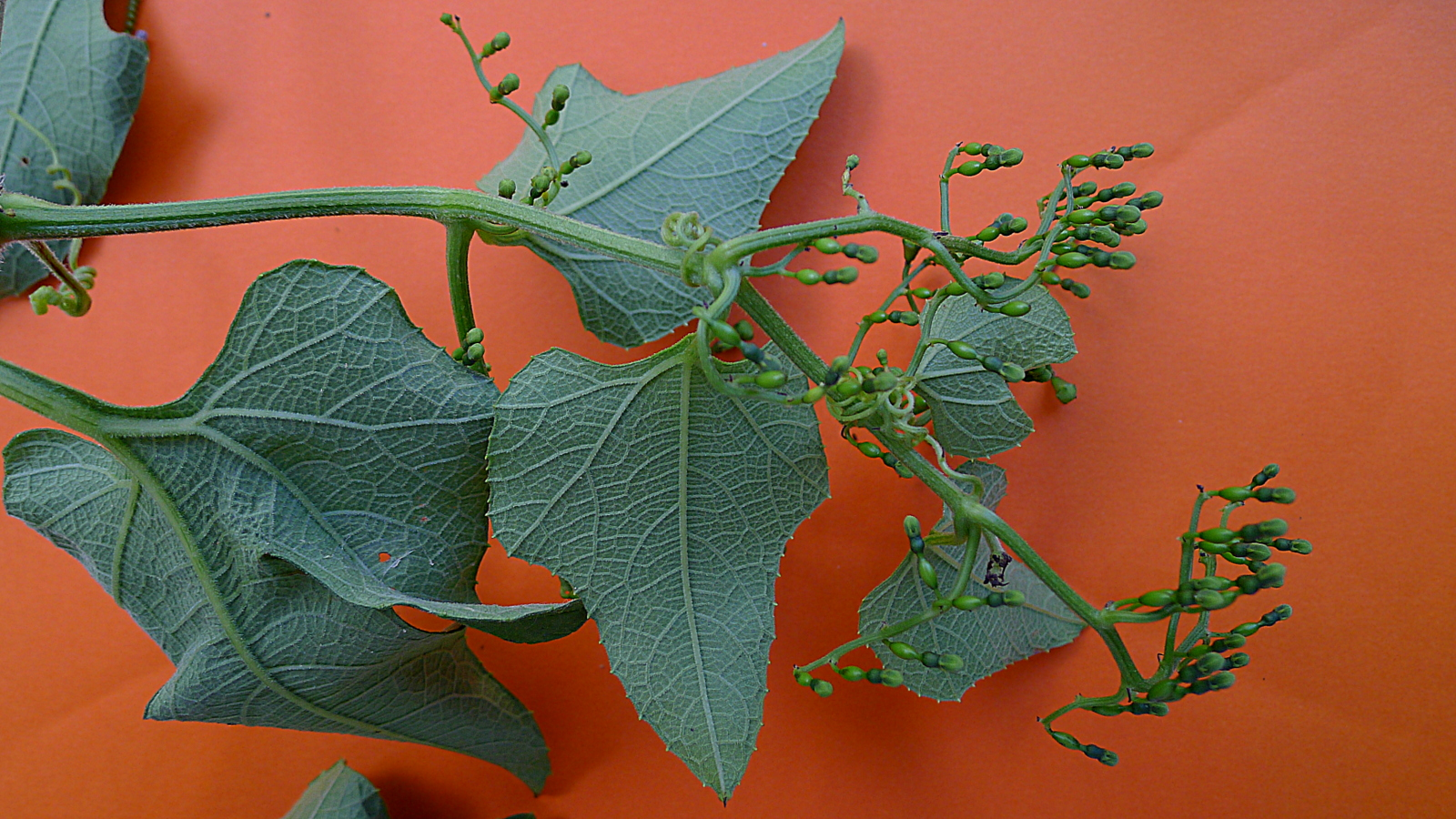

## Dottertaxa tillCayaponia, i alfabetisk ordning[1]
- Cayaponia africana
- Cayaponia alarici
- Cayaponia amazonica
- Cayaponia americana
- Cayaponia angustiloba
- Cayaponia attenuata
- Cayaponia bidentata
- Cayaponia biflora
- Cayaponia boliviensis
- Cayaponia bonariensis
- Cayaponia botryocarpa
- Cayaponia buraeavii
- Cayaponia cabocla
- Cayaponia capitata
- Cayaponia caulobotrys
- Cayaponia citrullifolia
- Cayaponia cogniauxiana
- Cayaponia cordata
- Cayaponia cordifolia
- Cayaponia coriacea
- Cayaponia cruegeri
- Cayaponia denticulata
- Cayaponia diversifolia
- Cayaponia domingensis
- Cayaponia duckei
- Cayaponia espelina
- Cayaponia ferruginea
- Cayaponia floribunda
- Cayaponia fluminensis
- Cayaponia glandulosa
- Cayaponia gracillima
- Cayaponia granatensis
- Cayaponia guianensis
- Cayaponia hammelii
- Cayaponia jenmanii
- Cayaponia kathematophora
- Cayaponia latiloba
- Cayaponia laxa
- Cayaponia leucosticta
- Cayaponia lhotzkyana
- Cayaponia longifolia
- Cayaponia longiloba
- Cayaponia macrocalyx
- Cayaponia martiana
- Cayaponia maximowiczii
- Cayaponia membranacea
- Cayaponia metensis
- Cayaponia micrantha
- Cayaponia multiglandulosa
- Cayaponia nitida
- Cayaponia noronhae
- Cayaponia ophthalmica
- Cayaponia oppositifolia
- Cayaponia ovata
- Cayaponia palmata
- Cayaponia pedata
- Cayaponia peruviana
- Cayaponia petiolulata
- Cayaponia pilosa
- Cayaponia podantha
- Cayaponia prunifera
- Cayaponia quinqueloba
- Cayaponia racemosa
- Cayaponia rigida
- Cayaponia rugosa
- Cayaponia ruizii
- Cayaponia selysioides
- Cayaponia sessiliflora
- Cayaponia setulosa
- Cayaponia simplicifolia
- Cayaponia smithii
- Cayaponia subsessilis
- Cayaponia tayuya
- Cayaponia ternata
- Cayaponia tessmannii
- Cayaponia tibiricae
- Cayaponia triangularis
- Cayaponia trifoliolata
- Cayaponia trilobata
- Cayaponia tubulosa
- Cayaponia ulei
- Cayaponia weddellii
- Cayaponia villosissima